# Synodontis contractus
Synodontis contractus — вид риб з роду Synodontis родини Пір'явусі соми ряду сомоподібні. Інша назва «синодонтіс Давида».

## Опис
Загальна довжина сягає 9,7 см. Зовні схожий на Synodontis nigriventris. Голова коротка, проте масивна. Очі доволі великі. Рот широкий, має помітно опуклу присоску. Є 3 пари невеличких вусів. Тулуб масивний,. Спинний плавець великий, з 1 сильним й довгим жорстким променем. Жировий плавець помірно видовжений, округлий. Грудні плавці подовжені, загострені на кінцях, мають 1 довгий шип. Черевні плавці маленькі. Анальний плавець видовжено донизу. Хвостовий плавець розрізаний, з 2 сильними променями, промені між ними тонкі.
Забарвлення бежево-сірого кольору з плямочками та цятками кавового кольору, останні чергуються з білими цяточками. Перший промінь спинного, грудних та хвостового плавців з коричневими рисками.

## Спосіб життя
Є бентопелагічною рибою. Воліє до прозорої води. Зустрічається в річках з повільною течією та мулистим ґрунтом. Утворює косяки. Доволі миролюбна рибка. Вдень ховається серед корчів, під камінням, у гущині водоростей. Активна у присмерку та вночі. Годується у верхній шарах, догори черевом. Живиться водоростями, личинками комах, детритом.

## Розповсюдження
Мешкає у центральній частині басейну та гирлі річки Конго — в межах Республіки Конго, Демократичної Республіки Конго.